# WTA de Hong Kong
O WTA de Hong Kong – ou Prudential Hong Kong Tennis Open, atualmente – é um torneio de tênis profissional feminino, de nível WTA 250.
Realizado em Hong Kong, região administrativa especial da China, retornou ao circuito em 2014. Teve, anteriormente, quatro edições (três nos anos 1980 e uma em 1993) e dois hiatos. Os jogos são disputados em quadras duras durante o mês de outubro.

## Finais

### Simples
| Ano                                                                | Campeã                   | Vice-campeã         | Resultado      |
| ------------------------------------------------------------------ | ------------------------ | ------------------- | -------------- |
| 2024                                                               | Diana Shnaider           | Katie Boulter       | 6–1, 6–2       |
| 2023                                                               | Leylah Fernandez         | Kateřina Siniaková  | 3–6, 6–4, 6–4  |
| Torneio suspenso em 2022 devido ao caso Peng Shuai                 |                          |                     |                |
| Torneio não realizado em 2021 e 2020 devido à pandemia de COVID-19 |                          |                     |                |
| Torneio não realizado em 2019 devido às tensões políticas no local |                          |                     |                |
| 2018                                                               | Dayana Yastremska        | Wang Qiang          | 6–2, 6–1       |
| 2017                                                               | Anastasia Pavlyuchenkova | Daria Gavrilova     | 5–7, 6–3, 7–63 |
| 2016                                                               | Caroline Wozniacki       | Kristina Mladenovic | 6–1, 46–7, 6–2 |
| 2015                                                               | Jelena Janković          | Angelique Kerber    | 3–6, 7–64, 6–1 |
| 2014                                                               | Sabine Lisicki           | Karolína Plíšková   | 7–5, 6–3       |
| Torneio não realizado entre 2013 e 1994                            |                          |                     |                |
| 1993                                                               | Wang Shi-ting            | Marianne Werdel     | 6–4, 3–6, 7–5  |
| Torneio não realizado entre 1992 e 1983                            |                          |                     |                |
| 1982                                                               | Catrin Jexell            | Alycia Moulton      | 6–3, 7–5       |
| 1981                                                               | Wendy Turnbull           | Sabina Simmonds     | 6–3, 6–4       |
| 1980                                                               | Wendy Turnbull           | Marcie Louie        | 6–0, 6–2       |

### Duplas
| Ano                                                                | Campeãs                             | Vice-campeãs                              | Resultado         |
| ------------------------------------------------------------------ | ----------------------------------- | ----------------------------------------- | ----------------- |
| 2024                                                               | Ulrikke Eikeri Makoto Ninomiya      | Shuko Aoyama Eri Hozumi                   | 6–4, 4–6, [11–9]  |
| 2023                                                               | Tang Qianhui Tsao Chia-yi           | Oksana Kalashnikova Aliaksandra Sasnovich | 7–5, 1–6, [11–9]  |
| Torneio suspenso em 2022 devido ao caso Peng Shuai                 |                                     |                                           |                   |
| Torneio não realizado em 2021 e 2020 devido à pandemia de COVID-19 |                                     |                                           |                   |
| Torneio não realizado em 2019 devido às tensões políticas no local |                                     |                                           |                   |
| 2018                                                               | Samantha Stosur Zhang Shuai         | Shuko Aoyama Lidziya Marozava             | 6–4, 6–4          |
| 2017                                                               | Chan Hao-ching Chan Yung-jan        | Lu Jiajing Wang Qiang                     | 6–1, 6–1          |
| 2016                                                               | Chan Hao-ching Chan Yung-jan        | Naomi Broady Heather Watson               | 6–3, 6–1          |
| 2015                                                               | Alizé Cornet Yaroslava Shvedova     | Lara Arruabarrena Andreja Klepač          | 7–5, 6–4          |
| 2014                                                               | Karolína Plíšková Kristýna Plíšková | Patricia Mayr-Achleitner Arina Rodionova  | 6–2, 2–6, [12–10] |
| Torneio não realizado entre 2013 e 1994                            |                                     |                                           |                   |
| 1993                                                               | Karin Kschwendt Rachel McQuillan    | Debbie Graham Marianne Werdel             | 1–6, 7–64, 6–2    |
| Torneio não realizado entre 1992 e 1983                            |                                     |                                           |                   |
| 1982                                                               | Alycia Moulton Laura DuPont         | Yvonne Vermaak Jennifer Mundel-Reinbold   | 6–2, 4–6, 7–5     |
| 1981                                                               | Ann Kiyomura Sharon Walsh           | Anne Hobbs Susan Leo                      | 6–3, 6–4          |
| 1980                                                               | Wendy Turnbull Sharon Walsh         | Silvana Urroz Penny Johnson               | 6–1, 6–2          |